# کردیلیا (قمر)
کردلیا (‎/kɔːrˈdiːliə/‎) داخلی‌ترین قمر شناخته‌شدهٔ سیارهٔ اورانوس است. این قمر توسط تصاویری که وویجر ۲ گرفت کشف گردید. اگرچه بعد از آن تا زمانی که تلسکوپ فضایی هابل در سال ۱۹۹۷ آن را ندیده بود مشاهده نشده بود. نام آن برگرفته از کوچک‌ترین دختر لیر در اثر شکسپیر شاه لیر است.